# Marca (circoscrizione)
La marca era un'ampia circoscrizione pubblica di età carolingia e del Sacro Romano Impero, creata nelle zone di confine o in aree che necessitavano di un coordinamento politico e militare particolarmente efficace.

## Storia
La marca comprendeva diversi comitati, grazie all'assunzione diretta dei titoli di conte da parte del marchese, o alle sottomissione dei titolari dei diversi comitati. Nuove marche furono poi create nel periodo ottoniano. Nel territorio della marca il commercio era gestito in modo autonomo rispetto al potere centrale, ma i marchesi erano tenuti a dare una parte del loro guadagno alle signorie di rango superiore.